# Vệ Hoài quân
Vệ Hoài quân (chữ Hán: 衞懷君; trị vì: 282 TCN-252 TCN), là vị vua thứ 44 của nước Vệ thời Chiến Quốc trong lịch sử Trung Quốc.
Vệ Hoài quân là con của Vệ Tự quân – vua thứ 43 nước Vệ. Năm 283 TCN, Vệ Tự quân mất, Vệ Hoài quân lên nối ngôi.
Năm 253 TCN, nước Ngụy can thiệp vào nước Vệ. Ngụy An Ly vương giết Vệ Hoài quân, lập em ông là Vệ Nguyên quân – người thân với nước Ngụy, là con rể của con gái Ngụy An Ly vương, lên ngôi. Ông làm vua được 31 năm.